# Chvojnica (Myjava)
Chvojnica (ungarisch Fenyvesd) ist eine Gemeinde im Westen der Slowakei mit 329 Einwohnern (Stand 31. Dezember 2024).

## Lage und Allgemeines

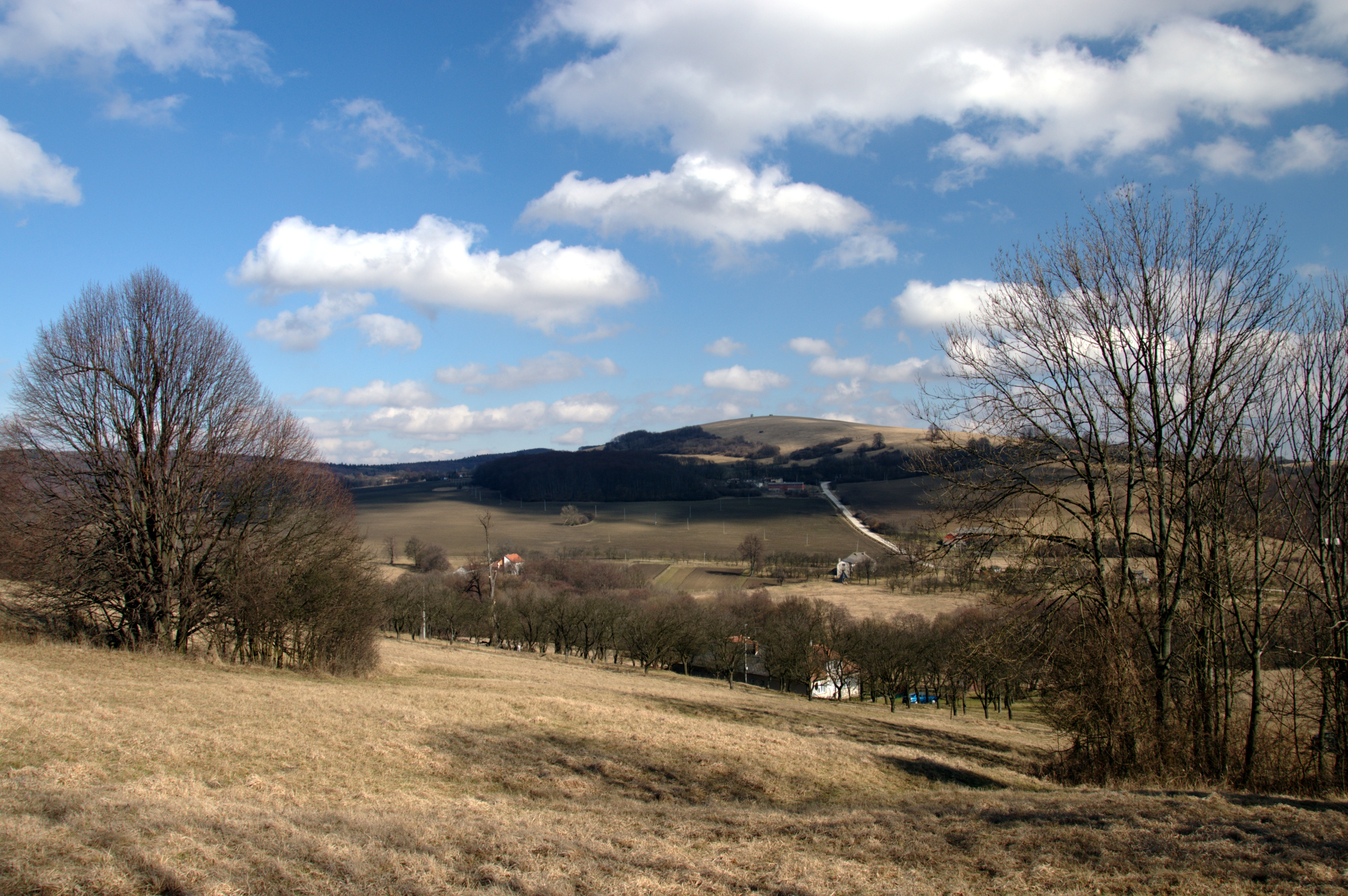
Landschaft rund um Chvojnica herum

Die Ortschaft entstand 1957 aus Teilen der Gemeinden Častkov, Sobotište und Vrbovce, seit 1960 ist sie eine eigenständige Gemeinde.
Sie liegt im nach der Gemeinde benannten Hügelland Chvojnická pahorkatina (Chvojnicaer Hügellandschaft der Weißen Karpaten). Die Gemeinde liegt an der Grenze zwischen den Verwaltungsbezirken Trenčiansky kraj und Trnavský kraj. Nové Mesto nad Váhom liegt zirka 35 Kilometer östlich der Gemeinde, Myjava zirka 10 Kilometer östlich, Senica etwa 15 Kilometer westlich.

## Bevölkerung
| Jahr                | 1994 | 2004    | 2014   | 2024    |
| ------------------- | ---- | ------- | ------ | ------- |
| Anzahl der Personen | 428  | 400     | 362    | 329     |
| Unterschied         |      | −6,54 % | −9,5 % | −9,11 % |

| Jahr                | 2023 | 2024    |
| ------------------- | ---- | ------- |
| Anzahl der Personen | 325  | 329     |
| Unterschied         |      | +1,23 % |